# Bahiopsis
Bahiopsis, rod glavočika raširen po jugozapadu Sjedinjenih Država i sjeverozapadnog Meksika.
Dio je podtribusa Helianthinae. Postoji preko 12 priznatih vrsta (manji grmovi); tipična je B. lanata. Rod je opisan 1863.

## Vrste
1. Bahiopsis carterae (E.E.Schill.) E.E.Schill. & Panero
2. Bahiopsis chenopodina (Greene) E.E.Schill. & Panero
3. Bahiopsis deltoidea (A.Gray) E.E.Schill. & Panero
4. Bahiopsis laciniata (A.Gray) E.E.Schill. & Panero
5. Bahiopsis lanata Kellogg
6. Bahiopsis microphylla (Vasey & Rose) E.E.Schill. & Panero
7. Bahiopsis parishii (Greene) E.E.Schill. & Panero
8. Bahiopsis reticulata (S.Watson) E.E.Schill. & Panero
9. Bahiopsis similis (Brandegee) E.E.Schill. & Panero
10. Bahiopsis subincisa (Benth.) E.E.Schill. & Panero
11. Bahiopsis tomentosa (A.Gray) E.E.Schill. & Panero
12. Bahiopsis triangularis (M.E.Jones) E.E.Schill. & Panero